# Diego Laxalt
Diego Sebastián Laxalt Suárez (født 7. februar 1993 i Montevideo, Uruguay), er en uruguayansk fodboldspiller (midtbane). Han spiller for Dynamo Moskva i Rusland.

## Klubkarriere
Laxalt startede sin karriere hos Defensor Sporting i den uruguayanske liga, og spillede her frem til 2013. Herefter skiftede han til Inter i Italien, hvor han dog aldrig blev nogen succes. Efter flere udlejninger skiftede han i 2016 til Genoa som en del af en handel, der sendte argentineren Cristian Ansaldi den anden vej.

## Landshold
Laxalt har (pr. juni 2018) spillet fem kampe for Uruguays landshold, som han debuterede for 6. oktober 2016 i en VM-kvalifikationskamp på hjemmebane mod Venezuela. Han var en del af truppen til VM 2018 i Rusland.